# 2017년 LG 트윈스 시즌
2017년 LG 트윈스 시즌은 LG 트윈스의 KBO 리그에서의 36번째 시즌이자 양상문 감독 부임 후 3번째 시즌이다. 팀은 정규시즌 6위에 그쳐 포스트시즌 진출에 실패했다.

## 정규시즌 리그

### 정규시즌리그 순위
| 순위 | 구단          | 경기 | 승 | 무 | 패 | 승률  | 승차 | 포스트시즌         |
| ---- | ------------- | ---- | -- | -- | -- | ----- | ---- | ------------------ |
| 1위  | KIA 타이거즈  | 144  | 87 | 1  | 56 | 0.608 | -    | 한국시리즈 진출    |
| 2위  | 두산 베어스   | 144  | 84 | 3  | 57 | 0.596 | 2.0  | 플레이오프 진출    |
| 3위  | 롯데 자이언츠 | 144  | 80 | 2  | 62 | 0.563 | 6.5  | 준 플레이오프 진출 |
| 4위  | NC 다이노스   | 144  | 79 | 3  | 62 | 0.560 | 7.0  | 와일드카드 진출    |
| 5위  | SK 와이번스   | 144  | 75 | 1  | 68 | 0.524 | 12.0 | 와일드카드 진출    |
| 6위  | LG 트윈스     | 144  | 69 | 3  | 72 | 0.489 | 17.0 | 진출실패           |
| 7위  | 넥센 히어로즈 | 144  | 69 | 2  | 73 | 0.486 | 17.5 | 진출실패           |
| 8위  | 한화 이글스   | 144  | 61 | 2  | 81 | 0.430 | 25.5 | 진출실패           |
| 9위  | 삼성 라이온즈 | 144  | 55 | 5  | 84 | 0.396 | 30.0 | 진출실패           |
| 10위 | kt 위즈       | 144  | 50 | 0  | 94 | 0.347 | 37.5 | 진출실패           |

## 퓨처스 리그

### 퓨처스 리그 순위
- 2017년 퓨처스 리그 최종 순위5	95	41	6	48	14.0

## 선수 통계

### 타자 TOP
| 부문            | 선수   | 기록  |
| --------------- | ------ | ----- |
| 타율(AVG)       | 박용택 | 0.344 |
| 홈런(HR)        | 유강남 | 17    |
| 타점(RBI)       | 박용택 | 90    |
| 득점(R)         | 박용택 | 83    |
| 안타(H)         | 박용택 | 175   |
| 출루율(OBP)     | 박용택 | 0.425 |
| 장타율(SLG)     | 박용택 | 0.479 |
| 도루(SB)        | 이형종 | 11    |
| 경기(G)         | 박용택 | 138   |
| 2루타           | 이형종 | 27    |
| 3루타           | 오지환 | 4     |
| 볼넷            | 박용택 | 72    |
| 사구            | 유강남 | 15    |
| 희생타          | 손주인 | 15    |
| OPS             | 박용택 | 0.904 |
| 승리기여도(WAR) | 박용택 | 3.70  |

### 투수 TOP
| 부문            | 선수       | 기록    |
| --------------- | ---------- | ------- |
| 승리(W)         | 소사       | 11      |
| 평균자책(ERA)   | 차우찬     | 3.43    |
| 탈삼진(SO)      | 차우찬     | 157     |
| 세이브(SV)      | 신정락     | 10      |
| 야구(HLD)       | 진해수     | 24      |
| 승률(WPCT)      | 차우찬     | 0.588   |
| 완투            | 소사, 허프 | 2       |
| 완봉            | 소사       | 1       |
| 선발등판        | 소사       | 29      |
| 패전(L)         | 소사       | 11      |
| 출장(G)         | 진해수     | 75      |
| 이닝            | 소사       | 185 1/3 |
| 승리기여도(WAR) | 허프       | 4.95    |

## 코칭스태프
| 직위                             | 이름     | 비고          |
| -------------------------------- | -------- | ------------- |
| 감독                             | 대한민국 | 감독          |
| 수석 코치                        | 대한민국 | 수석/3루 주루 |
| 타격 코치                        | 대한민국 |               |
| 타격 코치                        |          |               |
| 투수 코치                        | 대한민국 |               |
| 투수 코치                        |          |               |
| 수비 코치                        | 대한민국 |               |
| 작전/주루 코치                   | 대한민국 |               |
| 외야 수비 코치                   | 대한민국 |               |
| 배터리 코치                      | 대한민국 |               |
| 트레이닝 코치                    | 대한민국 |               |
| 퓨처스 리그 감독                 | 대한민국 | 감독          |
| 퓨처스 리그 수석, 작전/주루 코치 | 대한민국 |               |
| 퓨처스 리그 타격 코치            | 대한민국 |               |
| 퓨처스 리그 투수 코치            | 대한민국 |               |
| 퓨처스 리그 투수 코치            | 대한민국 |               |
| 퓨처스 리그 수비 코치            | 대한민국 |               |
| 퓨처스 리그 배터리 코치          | 대한민국 |               |
| 3군 총괄                         | 대한민국 |               |
| 3군 타격/배터리 코치             | 대한민국 |               |
| 3군 투수 코치                    | 대한민국 |               |
| 3군 수비 코치                    |          |               |
| 3군 작전/주루 코치               | 대한민국 |               |
| 3군 사감/재활 코치               | 대한민국 |               |

## 타이틀
- 영구결번 지정: 이병규 (1974년) (9)
- 월드 베이스볼 클래식 국가대표: 김동수(코치), 차우찬
- 아시아 프로야구 챔피언십 은메달: 류지현(코치), 김대현, 안익훈
- KBO 골든글러브: 박용택 (지명타자)
- 조아제약 프로야구대상 조아바이톤상: 박용택
- 스포츠서울 올해의 선행상: 차우찬
- ADT캡스 수비상: 이형종 (우익수)
- 웰컴톱랭킹 9월 투수 1위: 허프
- 카스포인트 어워즈 카스모멘트 베스트 2: 박용택
- 올스타전 추천선수: 임찬규, 유강남, 이형종
- OSEN 선정 포지션별 역대 최고 외인: 카라이어 (중간투수), 로마이어 (지명타자)
- 컴투스프로야구 주요 FA 라인업: 차우찬 (선발투수)
- 출장(투수): 진해수 (75)
- 구원등판: 진해수 (75)
- 완투: 소사, 허프 (2)
- 홀드: 진해수 (24)
- WPA: 박용택 (7/27 키움전, 0.902)

### 퓨처스리그
- 아시아 윈터 베이스볼 리그 준우승: 배재준
- 플레이어스 초이스 어워드 퓨처스리그 우수선수상: 배민관
- 퓨처스 올스타: 배재준, 천원석, 김기연, 김주성

## 선수단
- 선발투수: 허프, 소사, 차우찬, 임찬규, 류제국, 김대현
- 구원투수: 진해수, 임정우, 윤지웅, 손주영, 신승현, 이동현, 최성훈, 여건욱, 유원상, 배민관, 김지용, 최동환, 신정락, 정찬헌
- 마무리투수: 고우석, 유재유
- 포수: 유강남, 정상호, 조윤준
- 1루수: 정성훈, 김재율, 서상우, 로니
- 2루수: 손주인, 강승호, 최재원
- 유격수: 오지환, 장준원, 백승현, 황목치승
- 3루수: 양석환, 히메네스, 김주성, 윤진호
- 좌익수: 이형종, 이천웅, 백진우, 이병규 (1983년), 문선재
- 중견수: 안익훈, 김용의, 정주현
- 우익수: 채은성, 최민창, 임훈
- 지명타자: 박용택

## 선수 이적

### 영입
| 1 |

### 신인 드래프트
| 1차 지명 | 2차 지명 (지명순) |
| -------- | ----------------- |
|          |                   |

### 방출
| # | 이름 | 포지션 | 이적 후 소속 | 이적유형 | 이적시기 |  |

## 여담
- 임찬규는 전반기 18개의 사구를 허용하여 KBO 리그 단일 시즌 전반기 최다 기록을 세웠다.
- 소사는 3루타 9개를 허용하여 2013년 이후 KBO 리그 단일 시즌 최다 피3루타 기록을 세웠다.
- 김주성은 타율 1.000, wRC+ 547.4를 기록했음에도 WAR은 -0.03에 그쳐 KBO 리그 역대 단일 시즌 음수 WAR을 기록한 선수 중 가장 높은 타율과 wRC+를 기록했다.
- 진해수는 29차례 2연투를 해 2013년 이후 KBO 리그 역대 단일 시즌 최다 2연투 기록을 세웠다.
- 강승호는 이 시즌 좌익수로는 수비 이닝 0이닝을 기록했다.
- 천원석, 박재욱, 최재원은 경찰 야구단 마지막 기수로 입대했다.
- 이병규(1974년)는 KBO 리그 역대 영구결번 선수 중 일본시리즈 우승 경력을 보유한 첫 선수가 되었다.
- 히메네스는 이 시즌을 끝으로 KBO 리그를 떠나 KBO 리그 외국인 3루수 통산 최고 WAR(7.54) 기록을 세웠다.